# Neven Kovačević (arhitekt)
Neven Kovačević (Stari Grad, 7. svibnja 1928. – Zagreb 14. travnja 2020.) je hrvatski arhitekt, urbanist i prostorni planer.

## Životopis
Rodio se je 1928. godine u Starom Gradu na otoku Hvaru. 1959. je diplomirao na Arhitektonskom fakultetu u Zagrebu. 
U području arhitekture zajedno s Matasovićem projektirao je stambene objekte u Karlovcu te zajedno sa Salajem projektirao je Objekt za kino i kazalište u Borovom Naselju.
Bio je članom ocjenjivačkih sudova za obnove ulica i urbanistička rješenja trgova u Zagrebu, hotela u Dubrovniku i Makarskoj, terminala u Dbrovniku, urbanističko-arhitektonskog rješenjea centra Banje Luke.
U području urbanizma i prostornog planiranja, radio je na urbanističkom uređenju i planiranju dijelova Osijeka, Dubrovnika (Babin kuk), samostalno ili u suautorstvu na prostornom planu poluotoka Istre, posebice Poreča, Vrsara, Buja, Novog Sela i Červar-Porta kod Poreča te prostorni plan južnog Jadrana.
S UN-ovim je stručnjacima radio 1967. – 69. na programu dugoročnog razvitka i planu prostornog uređenja jadranskog područja.
Vodio je tim Urbanističkog instituta SR Hrvatske za izradu programske, arhitektonske, urbanističke i druge dokumentacije za izgradnju naselja (Kovačević, Matijević, Villi, Cimerman, Blažević).

## Dužnosništvo
Bio je predsjednik Saveza arhitekata Hrvatske od 1972. do 1976. i predsjednik zajednice Saveza arhitekata Jugoslavije od 1973. do 1975. godine. Od 1973. do 1985. bio je direktorom Urbanističkog instituta SR Hrvatske.
Od 1983. član je međunarodnog saveza gradskog i regionalnog planiranja ISoCARP.

## Nagrade i priznanja
- Zaslužni je član Saveza arhitekata Hrvatske.
- Nagrada na natječaju za Srpsko narodno pozorište, Novi Sad (Kovačevič, Glunčić, Potočnjak).
- Nagrada na natječaju za turističku zonu Pical u Poreču, zajedno sa skupinom autora.

## Vanjske poveznice
- [neaktivna poveznica] Neven Kovačević: Potrebno je revitalizirati regionalno prostorno planiranje
- Imehrvatsko.net